# Rudolf Baumbach
Pour les articles homonymes, voir Baumbach.
Rudolf Baumbach (né le 28 septembre 1840 à Kranichfeld/Ilm ; décédé le 21 septembre 1905 à Meiningen, pseudonyme Paul Bach) fut en son temps un célèbre poète allemand.

## Biographie
Il était le fils d'un médecin. À l'âge de deux ans, sa famille s'installa à Meiningen où vivaient ses grands-parents. Il était l'aîné de quatre enfants, dont l'un mourut peu de temps après sa naissance. L'homme politique Karl Baumbach (1844-1896) est son frère. En 1847, son père mourut de la fièvre typhoïde : seul médecin de l'endroit, il avait dû s'occuper de personnes atteintes. Alors âgé de sept ans Rudolf fut désormais élevé par sa mère et ses grands-parents.
Il fréquenta le lycée de Meiningen, où il se découvrit un talent pour le dessin, et il caressa bientôt l'idée de devenir peintre. Mais sa famille le détourna de ce projet. En 1860, il termina ses études secondaires et commença la même année à étudier les sciences naturelles à Leipzig.
Trois ans après le début de ses études, il passa à l'université de Wurtzbourg où il poursuivit ses études. À cette époque il composait des poèmes et des chansons de circonstance. Au cours de l'année 1864, il obtint son diplôme et commença à travailler à l'Institut de botanique de Fribourg-en-Brisgau comme assistant. Dès dans sa jeunesse il se sentait un grand intérêt pour la nature. Par manque d'argent, il ne put continuer ses recherches à Fribourg.
Pour gagner sa vie, il devint professeur sans poste fixe à Vienne, à Graz et à Brünn. La fille d'un de ses employeurs fut son premier et même son seul amour. Comme ni l'un ni l'autre ne disposait de moyens financiers suffisants, l'affaire en resta là. La déception de Baumbach se reflète dans de nombreuses œuvres du poète. Il mit fin à sa relation et aussi à son travail et commença à travailler comme professeur à Trieste.
En 1873, il entra au club alpin de Trieste, où l'on s'occupait de botanique dans les Alpes. Il put ainsi renouer avec sa plus grande passion, la nature. L'association faisait paraître un journal, dont Baumbach s'occupa de la rédaction et il y publia quelques textes sous le pseudonyme Enzian (gentiane).
Ses succès comme écrivain lui permirent de ne plus avoir besoin pour vivre de ses honoraires d'enseignant. Son indépendance financière désormais acquise lui permit en 1885 de rejoindre sa famille à Meiningen, où il retrouva la maison familiale avec sa mère et ses deux sœurs.
Baumbach fit dans sa vie de nombreux voyages, dont l'un le conduisit une dernière fois en 1893 dans sa ville natale de Kranichfeld.
Deux ans plus tard, il fut victime d'un grave accident vasculaire cérébral et la paralysie lui interdit désormais son travail d'écrivain. Il mourut le 21 septembre 1905 à Meiningen, où il fut enterré au cimetière du parc.

## Œuvres
Dans sa vie et dans ses écrits, Rudolf Baumbach suivit les principes de la simplicité et du naturel. Jeune homme très doué, il aimait le vin, les chansons et la compagnie, mais il vivait à une époque où les relations amoureuses étaient conditionnées par l'argent dont on disposait. Il mit abondamment par écrit ses déceptions dans ce domaine, en même temps que ses expériences de la vie, dans des poésies, des romans, des récits et des contes pleins de merveilleux, de beauté, de fraîcheur et de romantisme.
Sa création littéraire commença par des articles humoristiques et des chansons à boire. Suivirent Samiel hilf! et Mein Frühjahr, un recueil de contributions de Baumbach dans le journal des Alpes Enzian – Ein Gaudeamus für Bergsteiger. En 1876, une légende située dans les Alpes, Zlatorog, par sa proximité avec la nature et avec les hommes de Slovénie, permit à Baumbach de se faire connaître.
Avec des volumes de poésie comme Lieder eines fahrenden Gesellen, Neue Lieder eines fahrenden Gesellen, Spielmannslieder et Von der Landstraße l'artiste enthousiasma de nombreux lecteurs dans les années qui suivirent. Dans ses œuvres ils trouvaient de quoi s'échapper de la vie quotidienne de plus en plus brutale et retrouver une joie de vivre.
Outre Zlatorog, le roman assez conventionnel Truggold (1878) atteignit un tirage fort élevé. La nostalgie de son pays natal, la Thuringe, ramena Baumbach à Meiningen où, en 1885, il écrivit les Thüringer Lieder et Krug und Tintenfass.
Toutes ces œuvres se caractérisent par une langue simple, s'exprimant en des vers mélodieux et rythmés, qui ont souvent été mis en musique. Nombre d'entre eux ont été inclus dans les Kommersbücher des étudiants ou se sont répandus dans le monde entier sous forme de chansons populaires, sans que leur auteur en sût rien. C'est ainsi que la chanson Hoch auf dem gelben Wagen est sur toutes les lèvres. Mais les contes de Baumbach, eux aussi, ont fait et font encore les délices des enfants.

## Légendes
- Zlatorog - 1877
- Horand und Hilde (Leipzig 1878)
- Sommermärchen (Leipzig 1881)
- Truggold, récit en prose (Berlin 1883)
- Abenteuer und Schwanke (Leipzig 1883)

## Chansons
- Der Wagen rollt - 1879, poésie, plus tard (1922), sous le titre Hoch auf dem gelben Wagen, mis en musique par Heinz Höhne
- Schwört bei dieser blanken Wehre - 1879

## Collections de chansons et de poésies
- Lieder eines fahrenden Gesellen - 1878, Liedersammlung
- Spielmannslieder (Leipzig  1881)
- Mein Frühjahr
- Von der Landstraße (Leipzig)

## Autre (difficilement classable)
- Der Pate des Todes, poésie (Leipzig 1884)

## Source
- (de) Cet article est partiellement ou en totalité issu de l’article de Wikipédia en allemand intitulé « Rudolf Baumbach » (voir la liste des auteurs).